# Lac Baker (circonscription)
Pour les articles homonymes, voir Lac Baker.
Circonscription électorale territoriale du Canada
Lac Baker est une circonscription électorale territoriale canadienne de l'Assemblée législative du Nunavut.
La circonscription correspond à la communauté du Qamani’tuaq. 
Tous les candidats sont indépendants étant donné qu'il n'y a aucun parti politique à l'Assemblée législative du Nunavut.

## Résultats des élections
| Élections générales du Nunavut de 1999 |                             |      |        |
|                                        | Nom                         | Vote | %      |
|                                        | Glenn McLean                | 460  | 63.98% |
|                                        | Patrick Tagoona             | 187  | 26.01% |
|                                        | David Toolooktook           | 72   | 10.01% |
| Total des bulletins valides            | Total des bulletins valides | 719  | 100%   |

| Élections générales du Nunavut de 2004 |                             |      |        |
|                                        | Nom                         | Vote | %      |
|                                        | David Simailak              | 352  | 48.22% |
|                                        | David Aksawnee              | 209  | 28.63% |
|                                        | Becky Kudloo                | 96   | 13.15% |
|                                        | David Toolooktook           | 73   | 10.00% |
| Total des bulletins valides            | Total des bulletins valides | 730  | 100%   |

| Élections générales du Nunavut de 2008 |                             |      |       |
|                                        | Nom                         | Vote | %     |
|                                        | Moses Aupaluktuq            | 266  | 41.2% |
|                                        | David Simailak              | 236  | 36.5% |
|                                        | Elijah Amarook              | 144  | 22.3% |
| Total des bulletins valides            | Total des bulletins valides | 646  | 100%  |

## Annexe